# 特莱尼奥塔

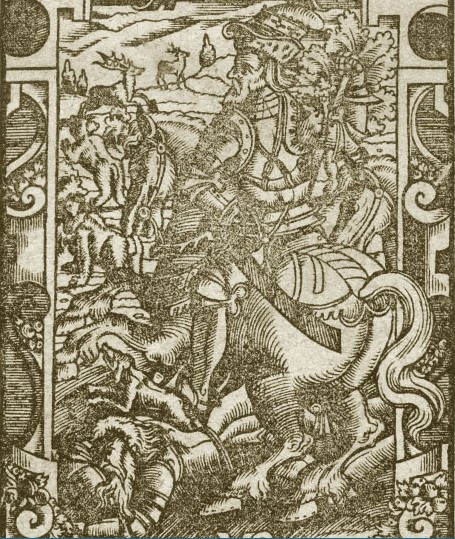
特莱尼奥塔像，来自亚历山大·瓜格尼尼编年史，1578年出版

特莱尼奥塔（Troniata；约1210年–1264年）是立陶宛大公。（1263年-1264年）
特莱尼奥塔是第一位，也是最后一位立陶宛国王明道加斯的外甥。当明道加斯昄依天主教，抵御利沃尼亚骑士团和条顿骑士团对立陶宛的入侵，成为板上钉钉的国王时，特莱尼奥塔仍然虔信异教。可以相信，特莱尼奥塔肯定统治了萨莫吉希亚。
尽管明道加斯已昄依天主教，条顿骑士团仍定期进犯立陶宛。在1260年杜尔贝战役后，特莱尼奥塔说服明道加斯放弃天主教，进攻条顿骑士团，虽然这次进攻没什么效果，条顿骑士团的实力几乎没有变化。明道加斯开始对他与特莱尼奥塔的联盟产生怀疑。但是，在他能够对他的异教徒侄子下手之前，特莱尼奥塔便已在1263年和道曼塔斯一道刺杀明道加斯和他的两个儿子。特莱尼奥塔篡位，并使立陶宛恢复异教信仰。但是，他只统治了一年，之后就被明道加斯的小儿子瓦伊什维尔卡斯废掉。